# Andrei Leontjewitsch Bondarew
Andrei Leontjewitsch Bondarew (russisch Андрей Леонтьевич Бондарев; * 7. Augustjul. / 20. August 1901greg. im Dorf Bondarew, Rajon Nowooskolski, Gouvernement Kursk, heute Oblast Belgorod; † 23. September 1961 im Dorf Borowo-Grinew, Rajon Nowy Oskol) war ein sowjetischer Offizier, zuletzt im Range eines Generalleutnants (mit Gardestatus). Zudem wurde ihm am 16. Oktober 1943 der Ehrentitel eines „Helden der Sowjetunion“ verliehen (Verleihungsnummer 2426).

## Leben
Bondarew wurde als Kind einer ukrainischen Bauernfamilie in einem kleinen Weiler in der Region Belgorod im Süden Russlands, nahe der heutigen russisch-ukrainischen Grenze geboren. Soldat der Roten Armee war er seit Januar 1921 und wurde nach seiner Ausbildung zum militärischen Führer, Waffengattung Infanterie, beim 74. Schützenregiment als Gruppenführer, stellvertretender Zugführer und Zugführer verwendet. Er nahm auch an den Kampfhandlungen gegen die nach ihrem Anführer Nestor Iwanowytsch Machno benannte Revolutionäre aufständische Armee der Ukraine „Machnowschtschina“ teil.
Später studierte er ab August 1925 an der Kiewer Militärschule und diente dann ab August 1927 im 166. Infanterieregiment als Zugführer, Politoffizier, Kompanieführer, Stabschef des Bataillons und zuletzt als  Stellvertretender Stabschef des Regiments. Im März 1934 wurde er zum Stabschef des 167. Schützenregiments ernannt und kommandierte in diesem Regiment auch vertretungsweise das Lehrbataillon des Regiments, im Februar 1935 wurde er Stabschef des 12. Turkestanischen Schützenregiments.
Im Juli 1937 folgte seine erste Kommandeursverwendung als Kommandeur des 31. Schützenregiments, bald darauf wurde er Divisionskommandeur, zunächst ab April 1938 Kommandeur der 43. Schützendivision, ab August 1939 dann Kommandeur der 168. Schützendivision.
Ab November 1940 absolvierte er zusätzlich die Frunse-Akademie.
Bei Beginn des Deutsch-Sowjetischen Krieges war die 168. Schützendivision zunächst noch der 7. Armee/Nordfront, später aber ab August 1941 der 23. Armee/Nordfront unterstellt. Während des Rückzugs verlor die Division ca. die Hälfte an Personal und Material und musste sich auf die Insel Walaam zurückziehen. Am 7. Oktober 1941 wurde Bondarew zum Generalmajor ernannt.
Ende Oktober 1941 wurde die Division wiederum an einen Brückenkopf an der Newa (russisch: „Не́вский пятачо́к“) verlegt und führte als Teil der 8. Armee/Leningrader Front die Offensive bei Sinjawino an, welche es zum Ziel hatte, mit den Truppen der 54. Armee zusammen zu treffen. Nach zehn Tagen Kampf hatte die Division jedoch keinen Erfolg und musste in die Defensive gehen.
Ab dem 28. November 1941 wurde Bondarew als Kommandeur der 8. Armee eingesetzt und hatte den Auftrag, die Einheiten zu konsolidieren. Am 22. November starteten die Einheiten der Armee eine neue Offensive, welche jedoch erfolglos blieb. Ende Dezember 1941 war die Armee daher erneut gezwungen, in die Defensive zu gehen, was für Bondarew am 28. Januar die Enthebung von seinem Posten zur Folge hatte. Er wurde auf den Posten des Kommandeurs einer Operativen Gruppe (russisch: „Невская оперативная группа“, ebenfalls Leningrader Front) versetzt, wurde im April 1942 aber auch von diesem Posten wieder enthoben und an zum Studium an die Militärakademie des Generalstabs der Roten Armee „K.J. Woroschilow“ / Höhere Militärakademie der Roten Armee „K.J. Woroschilow“ (Name zu diesem Zeitpunkt unklar, Änderung 1942) geschickt.
Nach seinem Abschluss am 17. April 1943 wurde Bondarew zum Kommandeur des 17. Garde-Schützenkorps ernannt, am 28. April erfolgte seine Beförderung zum Generalleutnant. Mit dem Korps nahm er im Verband der 13. Armee an der Panzerschlacht bei Kursk teil, für die Erfolge des Korps während der Schlacht erhielt Bondarew den Kutusow-Orden II. Klasse.
Anschließend an die Schlacht nahm das Korps an der Tschernigow-Prypjat-Operation (Teil der Tschernigow-Poltawa-Operation), der Schlacht um Kiew samt der anschließenden Operation zur Abwehr von Gegenangriffen der Wehrmacht, die die Wiederherstellung einer Stellungslinie entlang des Dnepr zum Ziel hatten (Kiewer Defensive Operation) sowie der Schitomir-Berditschewer Operation teil.
Für die während dieser Zeit erfolgte, unter Feinddruck erfolgreiche Überquerung der Flüsse Dnepr und Prypjat durch das Korps wurde Bondarew am 16. Oktober 1943 der Ehrentitel eines „Helden der Sowjetunion“ verliehen (Verleihungsnummer 2426), für zahlreiche (gemäß der sowjetischen Geschichtsschreibung über 300) Einnahmen von Siedlungen durch das Korps erhielt er am 10. Januar 1944 einen zweiten Leninorden.
Am 28. Mai 1944 wechselte er auf den Posten des Kommandeurs des 101. Schützenkorps/38. Armee, welches während der Lwiw-Sandomierz-Operation an der Einnahme der Städte Lwiw und Bibrka, während der Westkarpatischen Operation an der Einnahme der Städte Jasło und Wadowice und während der Mährisch-Ostrauer Operation an der Einnahme der Stadt Ostrava beteiligt war und hierfür mit einem Leninorden, einem Rotbannerorden und einem Suworow-Orden II. Klasse ausgezeichnet wurde.
An der berühmten Moskauer Siegesparade von 1945 nahm er im Range eines Generalleutnants (mit Gardestatus) als Kommandeur des Kombinierten Regiments der 4. Ukrainischen Front teil.
Nach dem Krieg setzte er seinen Dienst in der Armee als Korpskommandant fort und wurde 1946 als Lehrender an die Höhere Militärakademie der RABA „K.J. Woroschilow“ berufen, ab 1947 war er Kommandeur des 37. Garde-Luftlande-Korps.
Am 2. Oktober 1950 trat er seinen letzten Dienstposten als Stellvertreter des Kommandeurs und Leiter für Militärische Ausbildung der 7. Gardearmee an, den er bis zu seiner krankheitsbedingten Entlassung in den Ruhestand am 30. Oktober 1955 innehatte.
1960 wurde er noch einmal zum Vorsitzenden einer Kolchose in der Oblast Belgorod gewählt, am 23. September 1961 starb er einen plötzlichen Tod aufgrund einer Hirnblutung. Sein Grab liegt, für einen General unüblich, in einem kleinen Dorf in der Oblast Belgorod.

## Auszeichnungen
- Held der Sowjetunion (16.10.1943, Verleihungsnummer 2426)
- Drei Leninorden (16.10.1943, 10.01.1944, 6.05.1946)
- Fünf Rotbannerorden (26.01.1940, 7.10.1941, 20.11.1941, 3.11.1944, 1951)
- Kutusoworden I. Klasse
- Kutusoworden II. Klasse
- Bogdan-Chmelnizki-Orden I. Klasse (23.09.1944)
- Suworow-Orden II. Klasse (23.09.1943)
- Orden des Roten Sterns (22.02.1938)
- Medaille „Sieg über Deutschland“
- Jubiläumsmedaille „XX Jahre Rote Arbeiter-und-Bauern-Armee“
- Medaille „Für die Verteidigung Leningrads“
- Medaille „Für die Befreiung Prags“
- Medaille „30 Jahre Sowjetarmee und Flotte“
- Medaille „Zum 250-jährigen Jubiläum Leningrads“
- Orden des Grunwald-Kreuzes II. Klasse (1945)
- Medaille des Sieges und der Freiheit 1945 (1945)
- Tschechoslowakisches Kriegskreuz 1939 (1945)
- Orden des Weißen Löwen I. Klasse (1954)